# Македонска патриотична организация „Татковина“ (Детройт)
Македонската патриотична организация „Татковина“ е секция на Македонската патриотична организация в Детройт, Мичиган, САЩ. Основана е през май-юни 1922 година от Андрей Костов и Анастас Филипов. Освен тях в настоятелството влизат Христо Спиров, Симо Балков, Там Папас, Ламбро Ников, Лазар Кочов и други. Реч произнася гостуващият Сребрен Поппетров, а също и Ил. Григоров. От общо 250 присъстващи 50 души стават членове на новото дружество. Целта на организацията е да поддържа български училища в Детройт и българската църковна община „Свети Климент Охридски“. Към организацията съществуват женска и младежка секции, които са особено активни през 30-те години на XX век.
През 1970-те години председател на секцията е Иван Гаджев, който по-късно поддържа Македоно-българския научен институт „Св. Климент Охридски“.
Дружеството е активно към 2021 година.